# Каррильо Колина, Браулио
Браулио Эваристо Каррильо Колина (исп. Braulio Evaristo Carrillo Colina; 20 марта 1800, Картаго, Коста-Рика — 15 мая 1845, Сосьедад, департамент Морасан, Сальвадор) — президент Коста-Рики (5 мая 1835 — 28 февраля 1837), а также (27 мая 1838 — 12 апреля 1842 года).

## Биография
Изучал право в университете г. Леона в Никарагуа. Затем занимал ряд государственных должностей, в том числе судьи и председателя Верховного суда Коста-Рики.
В возрасте 28 лет впервые стал членом Законодательного собрания Коста-Рики и в течение короткого периода занимал должность его президента.
В 1834 году был делегирован в качестве представителя Коста-Рики на конгресс Соединённых Провинций Центральной Америки в Сальвадоре.
В марте 1835 году после отставки главы Коста-Рики Рафаэля Хосе де Гальегос-и-Альварадо Браулио Каррильо Колина стал президентом государства.
В 1837 году выступил кандидатом на переизбрание его ещё на один президентский срок, но потерпел поражение от Хосе Хоакина Мора Фернандеса, который через год был свергнут.
Браулио Каррильо Колина вновь стал главой государства в мае 1838 года с абсолютными полномочиями. Инициировал созыв учредительного собрания, которое, в ноябре того же года, провозгласило выход Коста-Рики из состава Соединённых Провинций Центральной Америки. Коста-Рика стала суверенной державой. Деятельность Учредительного собрания была приостановлена в декабре 1838 года.
В 1841 Браулио Каррильо Колина издал Закон, по которому стал пожизненным главой государства Коста-Рика.
Провёл ряд реформ в социальной жизни Коста-Рики и стал известен, как «архитектор Коста-Риканского национального государства». Среди них: запрет бродяжничества, борьба с преступностью и азартными играми. Значительно стимулировал экономическое развитие Коста-Рики и принял ряд мер по наведению порядка на государственной гражданской службе.
В 1842 году Франсиско Морасан, бывший президент Центральноамериканской федерации, вторгся в Коста-Рику и захватил власть.
Браулио Каррильо Колина отправился в изгнание и поселился в Сальвадоре, где был убит в 1845 году.